# Cheilanthes parviloba
Cheilanthes parviloba är en kantbräkenväxtart som först beskrevs av Olof Peter Swartz, och fick sitt nu gällande namn av Olof Peter Swartz. Cheilanthes parviloba ingår i släktet Cheilanthes och familjen Pteridaceae. Inga underarter finns listade.